# Ненад Кнежевич
Ненад Кнежевич (серб. Ненад Кнежевић; нар. 5 грудня 1967, Цетина, Югославія) — чорногорський співак, представник Чорногорії на конкурсі пісні Євробачення 2015. Відомий під творчим псевдонімом «Knez» (Кнез).

## Біографія

### Ранні роки
Народився і виріс в місті Тітоград (нині Подгориця), в родині музиканта Мілі Кнежевича. У віці 6 років дебютував на сцені на фестивалі «Наша радість» в Тітограді з піснею «Bio jednom jedan lav». Під час навчання в школі грав у групі «Висока фреквенција» з гітаристом Лео Джокаєм. У складі групи записав пісні «Da l' si ikada mene voljela» і «Kao magija», які увійшли в його репертуар. Після школи виступав у групах «Milan i Luna», «The Moon Band» і «Montenegro Band» (зі своїм батьком Мілей).

### Сольна кар'єра
У 1992 році Кнез почав сольну кар'єру, дебютувавши з піснею «Da l' si ikada mene voljela» на белградському поп-фестивалі MESAM. У тому ж році з допомогою гітариста Лео Джокая й авторів пісень Любо Йововича та Златко Йововича Кнез випустив перший альбом «Kao magija», через два роки — другий «Iz dana u dan», а в 1996 році — третій «Automatic», що найбільш продавався. У «Сава-центрі» Кнез дав найбільший концерт в своїй кар'єрі. У 1999 році він випустив збірник «The Best of Knez» із 18 старими піснями і 2 новими («Nijedna žena na svijetu» і «Ti ne znaš ko ja sam»), а також реміксом «Kao magija». У 2000 році на фестивалі у Будві Кнез завоював гран-прі з піснею «Vjeruj», у 2001 році записав четвертий альбом «Daleko, visoko», 2003 — п'ятий «Ti me znaš», у 2005 — шостий «Vanilla». У 2006 році Кнез зайняв 3-е місце на фестивалі в Будві.

### Євробачення
31 жовтня 2014 року було оголошено про участь Кнеза в конкурсі «Євробачення-2015» від Чорногорії. Кнез виступив на конкурсі з піснею «Adio», яку виконував чорногорською (також були записані версії англійською й французькою). Кнез зайняв 9-те місце у півфіналі й вийшов у фінал, де виборов 13-те місце (44 бали) — це краще досягнення Чорногорії за всю історію виступів на пісенному конкурсі (станом на 2020 рік). Авторами англійської версії є Міліца Файгель, Тамі Родрігес, Ніколь Родрігас і Дуня Вуядінович.
Дочка — Ксенія Кнежевич — у 2020 році у складі групи Hurricane повинна була представити Сербію на «Євробаченні» в Роттердамі.

## Дискографія

### Альбоми
- Kao magija (1994)
- Iz dana u dan (1996)
- Automatic (1997)
- Daleko, visoko (2001)
- Ti me znaš (2003)
- Vanilla (2005)
- Otrov i med (2008)
- Opa Cupa (2012)

### Збірники
- The Best of Knez (1999)
- Balade (2006)
- Opa Cupa (2012)